# Kanton Villebrumier
Kanton Villebrumier (francouzsky Canton de Villebrumier) je francouzský kanton v departementu Tarn-et-Garonne v regionu Midi-Pyrénées. Tvoří ho šest obcí.

## Obce kantonu
- Corbarieu
- Reyniès
- Saint-Nauphary
- Varennes
- Verlhac-Tescou
- Villebrumier